# What Makes You Beautiful
What Makes You Beautiful è un singolo del gruppo musicale britannico One Direction, pubblicato l'11 settembre 2011 come primo estratto dal primo album in studio Up All Night.

## Descrizione
Il riff di chitarra che caratterizza il brano trae origine da Hang On Sloopy, canzone del 1965 del gruppo statunitense The McCoys, la cui melodia era stata già ripresa nel 1978 per il brano Summer Nights, eseguito da John Travolta e Olivia Newton-John per la colonna sonora del film Grease (Brillantina).

## Video musicale
Il video, diretto da John Urbano, è stato reso disponibile il 19 agosto 2011. La clip si è aggiudicata il moonman come miglior video pop e come Most Share-Worthy Video agli MTV Video Music Awards 2012.

## Tracce
Testi e musiche di Carl Falk, Rami e Savan Kotecha, eccetto dove indicato.
Download digitale
1. What Makes You Beautiful – 3:18
2. Na Na Na – 3:05 (Iain James, James Murray, Matt Squire, Mustapha Omer, Savan Kotecha)

CD
1. What Makes You Beautiful – 3:20
2. Na Na Na – 3:06 (Iain James, James Murray, Matt Squire, Mustapha Omer, Savan Kotecha)

## Formazione
Hanno partecipato alle registrazioni, secondo le note di copertina:
Musicisti
- One Direction – voci
- Rami – basso, strumentazione, programmazione
- Carl Falk – chitarra, strumentazione, programmazione

Produzione
- Carl Falk – produzione
- Rami – produzione
- Tom Coyne – mastering
- Șerban Ghenea – missaggio
- John Hanes – ingegneria del suono

## Successo commerciale
What Makes You Beautiful ha debuttato in vetta alla Official Singles Chart, dopo aver fissato il record della Sony Music Entertainment di acquisti in preordine: 153 965 copie nella prima settimana.
Negli Stati Uniti, durante il 2012, ha venduto oltre 3 759 000 copie, risultando così il singolo di maggior successo di una boy band nella storia digitale.

## Classifiche

### Classifiche settimanali
| Classifica (2011-24) | Posizione massima |
| -------------------- | ----------------- |
| Australia            | 7                 |
| Austria              | 28                |
| Belgio (Fiandre)     | 8                 |
| Belgio (Vallonia)    | 19                |
| Canada               | 7                 |
| Danimarca            | 26                |
| Filippine            | 81                |
| Finlandia            | 20                |
| Francia              | 39                |
| Germania             | 40                |
| Irlanda              | 1                 |
| Italia               | 41                |
| Nuova Zelanda        | 2                 |
| Paesi Bassi          | 63                |
| Regno Unito          | 1                 |
| Repubblica Ceca      | 13                |
| Slovacchia           | 42                |
| Spagna               | 40                |
| Stati Uniti          | 4                 |
| Svezia               | 29                |
| Svizzera             | 16                |

### Classifiche di fine anno
| Classifica (2011) | Posizione |
| ----------------- | --------- |
| Australia         | 69        |
| Irlanda           | 14        |
| Nuova Zelanda     | 28        |
| Regno Unito       | 20        |
| Classifica (2012) | Posizione |
| Australia         | 17        |
| Belgio (Fiandre)  | 69        |
| Belgio (Vallonia) | 76        |
| Canada            | 13        |
| Francia           | 122       |
| Regno Unito       | 85        |
| Stati Uniti       | 10        |
| Svezia            | 62        |
| Svizzera          | 66        |

### Classifiche di fine decennio
| Classifica (2010-19) | Posizione |
| -------------------- | --------- |
| Australia            | 81        |